# Großer Kurznasenbeutler

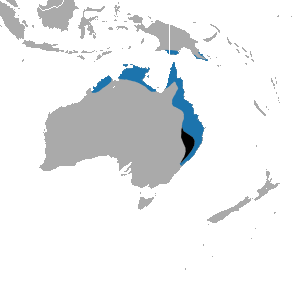
Das Verbreitungsgebiet des Großen Kurznasenbeutlers. Im schwarz markierten Gebiet kommt er heute nicht mehr vor.

Der Große Kurznasenbeutler (Isoodon macrourus) ist die größte und am weitesten verbreitete Art der Kurznasenbeutler. Sie bewohnt die nördliche und östliche Küstenregion Australiens (vom nördlichen Westen Australiens bis ins östliche New South Wales) und lebt außerdem im südlichen Neuguinea.

## Systematik und Verbreitung
Die Art wird in drei Unterarten unterteilt:
- Die Nominatform, Isoodon macrourus macrourus, lebt im Norden des Nordterritoriums und im Norden von Westaustralien und auf Groote Eylandt.
- Isoodon macrourus moresbyensis kommt im Süden von Neuguinea vor.
- Das Verbreitungsgebiet von Isoodon macrourus torosus reicht von der Kap-York-Halbinsel im Norden von Queensland bis zum Hawkesbury River im Südosten von New South Wales. I. m. torosus kommt auch auf K’gari, North Stradbroke Island und South Stradbroke Island vor.

Der Artzusatz im wissenschaftlichen Namen ist aus den altgriechischen Worten makros (lang/groß) und oura (Schwanz) zusammengesetzt.

## Merkmale
Der Große Kurznasenbeutler ist die größte Art der Kurznasenbeutler und erreicht eine Kopfrumpflänge von 30 bis 47 Zentimeter, hat einen 8 bis 21,5 cm langen Schwanz und erreicht ein Gewicht von bis zu 3,1 Kilogramm. Ausgewachsene Männchen sind 80 bis 90 % schwerer als die Weibchen. Das Rückenfell ist hell- bis dunkelbraun und borstig. Der Bauch ist hellgrau oder weißlich und die Bauchhaare sind weniger borstig als die Rückenhaare. Der Schwanz ist mit kurzen, dunklen Haaren bedeckt. Die Ohren sind haarlos und werden aufrecht gehalten. Ohren und Schwanz der Männchen sind oft aufgrund innerartlicher Auseinandersetzungen vernarbt.

## Lebensweise
Die Tiere leben in Savannen, offenen Wäldern und gelegentlich auch in Regenwäldern. Ist Deckung in Form von Pflanzenwuchs vorhanden wagen sie sich auch in vom Menschen geprägten Landstrichen z. B. in Gärten. Im Westen wird das Verbreitungsgebiet von der 625 mm Isohyete (Linie gleicher Niederschlagsmenge) begrenzt. Große Kurznasenbeutler sind einzelgängerisch und nachtaktiv. Den Tag verbringen sie in Nester, die für gewöhnlich nur ausgekratzte Kuhlen unter hohen Grasbüscheln, Felsen, Ast- oder Laubhaufen sind. Sie ernähren sich vor allem von Wirbellosen und kleinen Wirbeltieren, wie Echsen und Vögel, von deren Eiern, aber auch von Früchten, Samen, Wurzeln, pflanzlichen Speicherorganen, von unterirdisch wachsenden Pilzen und von anderen pflanzlichen Teilen.

## Fortpflanzung
Das Weibchen bringt nach einer Trächtigkeitsdauer von 12,5 Tagen ein bis sieben Junge zur Welt, in den meisten Fällen sind es 3 bis 4. In den südlichen Regionen des Verbreitungsgebietes haben die Weibchen normalerweise mehr Jungtiere als im Norden. Der Beutel öffnet sich nach hinten und hat acht Zitzen. Die Jungtiere verlassen den Beutel nach 50 Tagen und werden mit einem Alter von 60 Tagen entwöhnt. Weibliche Große Kurznasenbeutler werden mit 3,5 Monaten geschlechtsreif, Männchen sind dann 6 Monate alt.

## Gefährdung
Die IUCN listet den Großen Kurznasenbeutler wegen des großen Verbreitungsgebietes, der großen Population und da im Verbreitungsgebiete mehrere Schutzgebiete liegen als ungefährdet (Least Concern).